# Unión Argentina de Mujeres (1936)
La Unión Argentina de Mujeres (UAM), fundada en 1936, se creó con el objetivo de defender los derechos civiles de las mujeres. Inició con Victoria Ocampo como presidente, Ana Rosa Schlieper de Martínez Guerrero como vicepresidenta y Perla Berg a cargo de la secretaría.

## Objetivos
En particular, la UAM surgió motivada por una posible reforma del código civil que pretendía agregar una cláusula por la cual se estipulaba que ninguna mujer casada podría aceptar trabajos ni ejercer profesión alguna sin previa autorización legal del marido.
Otros temas de su preocupación, relativos a las condiciones de vida de las mujeres, fueron el trabajo femenino, las condiciones de la vivienda popular, la prostitución y las leyes de protección a la maternidad. Planteaban también la necesidad de contar con leyes que protegieran a las mujeres en la industria, la agricultura y el servicio doméstico.

## Historia
Fue fundada en marzo de 1936, y se constituyó a partir de un grupo de amigas a las cuales les preocupaba el anteproyecto Bibiloni (utilizado como punto de partida por la comisión que elaboró el Proyecto de 1936). Estuvo conformada por mujeres activistas de distinta extracción partidaria, que se plantearon la tarea de informarse sobre las condiciones sociales vigentes, estudiar las leyes laborales y mantener lazos sobre las condiciones de las mujeres de otros países.
Victoria Ocampo aceptó la presidencia de la UAM, en la cual estaría hasta 1938.
Finalmente, la reforma del código civil planteada en el Proyecto de 1936 fue desestimada, dándose por cumplido así el objetivo planteado.
En 1938, asumió la presidencia María Rosa Oliver (que fue parte de la organización desde su fundación).
La UAM se propagó por el país, formándose delegaciones en ciudades del interior (como la filial de Rosario y la de Santa Fe, cuya constitución fue impulsada por Marta Samatán, Ángela Romera Vera y Rosa Diner), y ofreciendo conferencias y panfletos que se repartían para divulgar la necesidad de obtener los derechos civiles y políticos de las mujeres.
Muchas de las integrantes provenían de sectores medios y acomodados, o de familias tradicionales, lo cual les permitió establecer contacto con importantes funcionarios públicos para manifestarles su desacuerdo y petición por el cambio.
En 1938, la UAM presentó ante el Poder Legislativo un proyecto de ley proponiendo el sufragio femenino universal, el cual ni siquiera fue tratado en la cámara.
La disolución de la UAM deja lugar al surgimiento de la Unión de Mujeres de la Argentina (UMA), creada en 1947.